# Ignazio Cuomo
Ignazio Cuomo (Napoli, ... – Napoli, 1770) è stato un ingegnere e architetto italiano.

## Biografia
Notizie riguardanti la formazione dell'architetto sono sconosciute. Lavorò al completamento della Villa Paternò, già iniziata nel 1720 da Giovan Battista Nauclerio e conclusa nel 1739. Nel 1744 fu chiamato a risolvere il problema dell'approvvigionamento idrico del Palazzo Reale di Capodimonte e del Palazzo Reale di Portici, ma la sua idea, incentrata sull'utilizzo dell'acqua di Serino attraverso il restauro dell'antico acquedotto, fu scartata. Nel 1746 ebbe l'incarico dal Di Lecce nell'arredare il proprio appartamento.
Nel 1748 ebbe l'incarico di progettare la villa dell'avvocato Di Lecce a Portici, il cantiere durò fino al 1752; oggi la villa ha assunto il nome di palazzo Landriani ed è sede di un istituto parificato cattolico. Nello stesso anno progettò la trasformazione della residenza di Gaetano De Roberto a Chiaia. Nel 1749 fu chiamato presso la chiesa di Santa Maria di Portosalvo progettando la palazzina della congregazione; la palazzina fu decorata dal piperniere Gennaro Pagano, dallo stuccatore Nicola Scodes, dal falegname Antonio de Curtis e dal pittore Giuseppe Baldi. Nel 1751 ristrutturò il palazzo di Gaetano Corletta a Chiaia e nel 1753 progettò la masseria di Quattromani e la ristrutturazione del palazzo al Carmniello di Palazzo. Dal 1754 al 1759 si occupò delle cristallerie di Raimondo di Sangro, poste nei sotterranei di palazzo di Sangro, e curò i lavori di ristrutturazione della cappella dei Sansevero.
Agli inizi degli anni sessanta, sotto la supervisione di Antonio Joli, costruì macchine per il Teatro San Carlo. Tra il 1765 e il 1766 partecipò alla sistemazione fognaria di via Foria dopo la lava dei Vergini, al concorso parteciparono quattro gruppi di idee: la prima era formata dagli ingegneri Sciarretta, Buonocore e Cimafonte; la seconda da Luca Arinello; la terza da Bartolomeo Vecchione; l'ultima, presentata nel giugno 1766, composta da Gennaro Papa, Gaetano de Tommaso ed il Nostro. L'intera opera fu, alla fine, affidata al Vanvitelli.
Tra il 1769 e la sua morte presentò una perizia sulla cupola della chiesa del Gesù Nuovo, la perizia venne accettata nel 1772 - due anni dopo la morte dell'architetto - attraverso un dispaccio reale, ma venne respinta dal Vanvitelli che la trovò irrilevante.